# Chevrolet Handyman
La Handyman è un'autovettura full-size prodotta dalla Chevrolet dal 1953 al 1957.

## Storia
Il modello era sostanzialmente la versione familiare cinque porte e sei posti della Special e della Deluxe. La Handyman era dotata di un motore a sei cilindri in linea da 3,9 L di cilindrata che sviluppava 108-115 CV di potenza. Il cambio era a tre rapporti oppure automatico Powerglide a due marce.
Nel 1954 la potenza del motore fu aumentata a 115-125 CV, mentre l'anno successivo la vettura fu oggetto di un restyling, nell'occasione del quale fu cambiato il tipo di carrozzeria. Ora al nome Handyman era associata la versione familiare tre porte, mentre alla Bel Air Beauville quella a cinque. Alla gamma fu aggiunto un motore V8 da 4,3 L e 162 CV. Nel 1956 la potenza del sei cilindri fu aumentata a 140 CV, mentre quella del V8 toccò i 162-170 CV. Nel 1957 la Handyman uscì di produzione.